# Collet de la Baga de l'Om
El Collet de la Baga de l'Om és una collada situada a 631 m d'altitud del terme municipal de Monistrol de Calders, del Moianès.

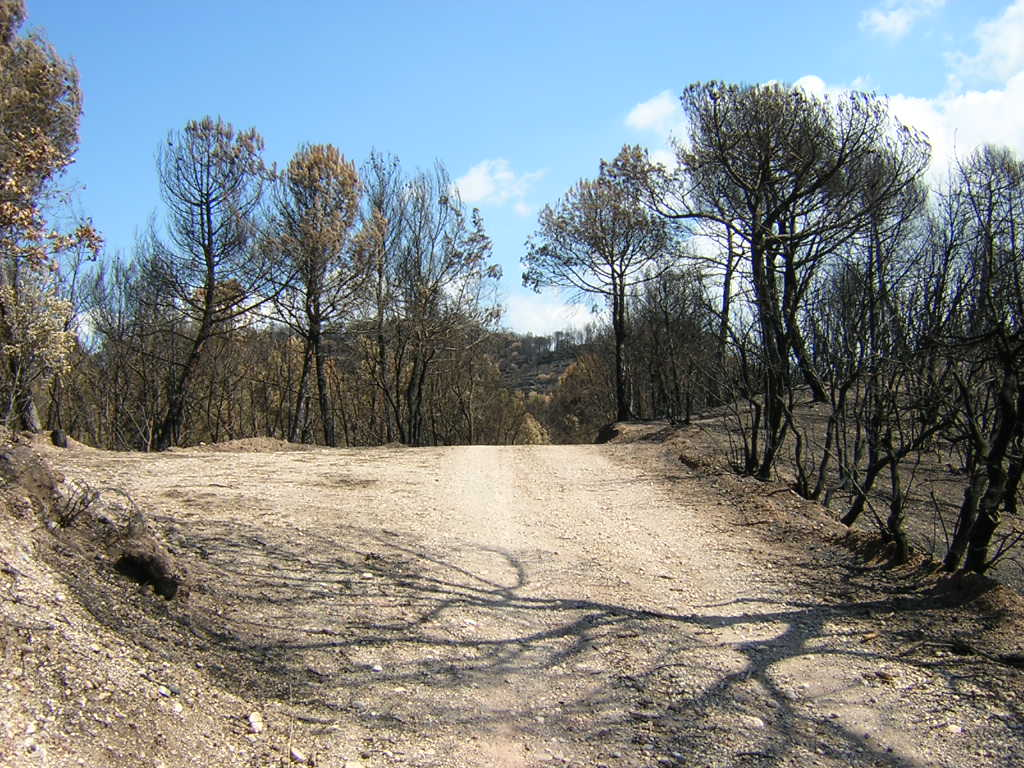
El Collet de la Baga de l'Om, amb el Camí de Monistrol de Calders al Coll

Està situat al capdamunt -llevant- de la Baga de l'Om, en el Camí de Monistrol de Calders al Coll, que és també el que mena a Trullars.